# NGC 4288
NGC 4288 este o galaxie spirală situată în constelația Câinii de Vânătoare. A fost descoperită în 10 aprilie 1788 de către William Herschel. Se află la o distanță de 8,43 megaparseci de Pământ.